# Miami megye (Ohio)
Miami megye az Amerikai Egyesült Államokban, azon belül Ohio államban található. Megyeszékhelye Troy. Lakosainak száma 108 774 fő (2020. április 1.). Miami megye Shelby, Montgomery, Darke, Champaign és Clark megyékkel határos.

## Népesség
A megye népességének változása:
| Lakosok száma | 102 465 | 102 841 | 103 063 | 103 439 | 104 224 | 108 774 |
|               | 2010    | 2011    | 2012    | 2013    | 2015    | 2020    |